# كرونيلاين (أنغلزي)
كرونيلاين (بالإنجليزية: Cornelyn)‏ هي منطقة سكنية تقع في ويلز في أنغلزي.